# Saphenista
Saphenista är ett släkte av fjärilar. Saphenista ingår i familjen vecklare.

## Dottertaxa tillSaphenista, i alfabetisk ordning[1]
- Saphenista absidata
- Saphenista aculeata
- Saphenista affecta
- Saphenista allasia
- Saphenista ambidextria
- Saphenista amusa
- Saphenista argyraspis
- Saphenista astricta
- Saphenista brilhanteana
- Saphenista bunteoides
- Saphenista burrens
- Saphenista campalita
- Saphenista chloromixta
- Saphenista cinigmula
- Saphenista cnemiodota
- Saphenista consona
- Saphenista constipata
- Saphenista consulta
- Saphenista cordifera
- Saphenista cryptogramma
- Saphenista cyphoma
- Saphenista delapsa
- Saphenista delicatulana
- Saphenista dexia
- Saphenista discrepans
- Saphenista dyas
- Saphenista embaphion
- Saphenista embolina
- Saphenista endomycha
- Saphenista eneilema
- Saphenista ephimera
- Saphenista epiera
- Saphenista epipolea
- Saphenista eranna
- Saphenista erasmia
- Saphenista ereba
- Saphenista euprepia
- Saphenista fatua
- Saphenista fluida
- Saphenista gilva
- Saphenista glorianda
- Saphenista gnathmocera
- Saphenista horrens
- Saphenista illimis
- Saphenista imaginaria
- Saphenista incauta
- Saphenista juvenca
- Saphenista lacteipalpis
- Saphenista lassa
- Saphenista lathridia
- Saphenista livida
- Saphenista mediocris
- Saphenista melema
- Saphenista milicha
- Saphenista nauphraga
- Saphenista neanica
- Saphenista nongrata
- Saphenista ochracea
- Saphenista omoea
- Saphenista onychina
- Saphenista oreada
- Saphenista orescia
- Saphenista orichalcana
- Saphenista paliki
- Saphenista pellax
- Saphenista peraviae
- Saphenista peruviana
- Saphenista phenax
- Saphenista praefasciata
- Saphenista praia
- Saphenista rawlinsiana
- Saphenista remota
- Saphenista ryrsiloba
- Saphenista sclerorhaphia
- Saphenista semistrigata
- Saphenista solda
- Saphenista squalida
- Saphenista storthingoloba
- Saphenista substructa
- Saphenista temperata
- Saphenista teopiscana
- Saphenista unguifera
- Saphenista xysta